# Lars Werge Andersen
Lars Werge Andersen (født 29. august 1966 i Vejle), er en dansk journalist, direktør, politiker og tidligere højdespringer. Han blev valgt til formand for Dansk Atletik i marts 2024. Han var tidligere været formand for Dansk Journalistforbund og før da næstformand. Frem til han blev valgt som næstformand i april 2011 var han sportsjournalist på Ekstra Bladet.

## Journalist
Werge gik på Idrætshøjskolen Århus 1986-87. Han er uddannet journalist fra Danmarks Journalisthøjskole i Aarhus, hvor han startede i 1992, under studietiden kom han i praktik på Vejle Amts Folkeblad i august 1993 og startede som uddannet på Ritzau-sporten i 1996. I 1997 skiftede han til arbejdet som reporter ved Berlingske og i maj 2001 kom han til B.T., hvor han arbejdede i ni måneder. Siden 2002 er han sportsreporter på Ekstra Bladet med cykelsport som fokusområde. Han blev Årets Sportsjournalist 2007.

## Atletik
Den 2,02 m høje Werge Andersen har tidligere dyrket atletik i Vejle IF og Køge GIF, han vandt DM i højdespring 1993, 1994 (inde) og 1995 og har en personlig rekord på på 2.15. Han var også tre gange på landsholdet i Europa-cupperne 1993-1995.